# Sage Computer Technology

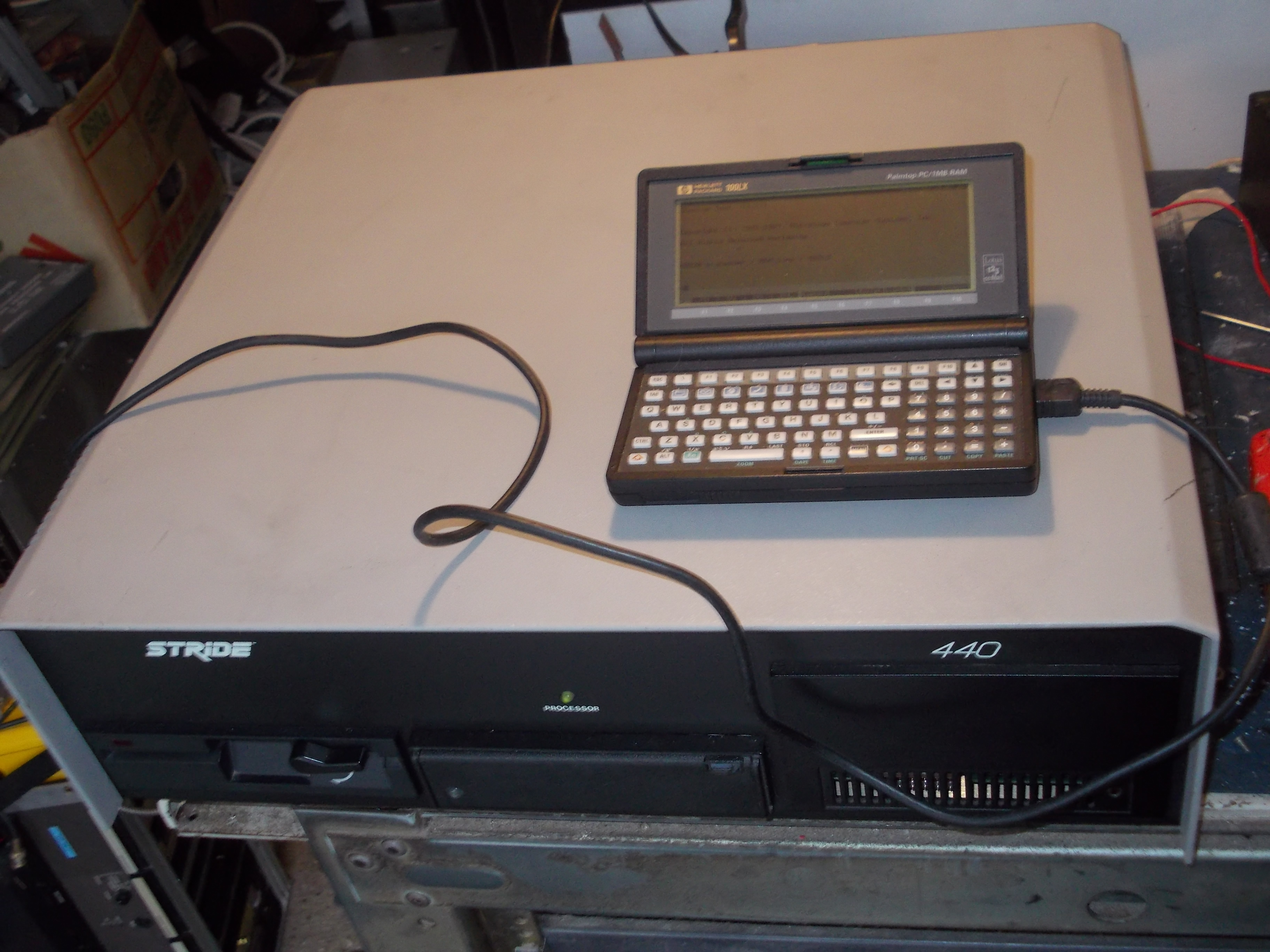
Un Sage Stride 440 (avec un HP 100LX sur le dessus, faisant office de terminal de console)

SAGE Computer Technology était une société informatique basée à Reno (Nevada), aux États-Unis.

## Histoire
Elle a été fondée en 1981 par trois partenaires désireux de développer un micro-ordinateur performant et bon marché : Rod Coleman, Bill Bonham et Bob Needham ; elle a connu plusieurs changements de nom. Le changement de nom de l'ordinateur Sage s'est produit lorsque « Sage Software » dans le Maryland a demandé la cessation de l'utilisation du nom Sage dans le secteur informatique.
- SAGE Computer Technology

- a créé les ordinateurs Sage II et Sage IV basés sur le microprocesseur Motorola 68000.
- SAGE Computer
- Stride Micro
  - MicroSage Computer Systems (filiale à 100 %, 1987)

- a créé les ordinateurs Stride 420, Stride 440, Stride 460 (VME), Stride 660 et Stride 740.

## SAGE IV
Le SAGE IV est sorti en 1983. Matériel :
- Carte 0 : CPU : MC68000 @ 8 MHz, 2 ports série RS-232 19,2 kbit/s, Entrée/sortie parallèle (PIO) pour imprimantes, GPIB, Contrôleur de disquette, 512 Ko de DRAM. Identique à SAGE II[5].
- Carte 1 : 4 ports série RS-232 19,2 kbit/s, contrôleur de disque dur, 512 kilo-octets de DRAM[5]
- Mémoire composée de modules de mémoire de 64 Kbit 150 ns. Configuration protégée contre les erreurs de parité[6].
- Mémoire système minimale de 256 Ko [7]
- Stockage : 1× 5¼" 800 Lecteur FD KByte. 1×5 - 40 Disque dur Winchester MByte.
- BIOS multi-utilisateur intégré[5]
- Introduit en novembre 1982
- Prix : 3 600 USD (pour la configuration d'entrée de gamme à disquette unique)

Le SAGE gère le multitâche avec six ports série en temps réel avec 1 Mo de RAM en 1983. Il a été utilisé par les scientifiques et les ingénieurs pendant plus de dix ans lorsqu'il était populaire, « fonctionnant depuis plus de 10 ans sans aucune administration, et peut-être même sans aucun redémarrage. ». « 13 fois plus rapide que l'Apple II » (lors de son introduction).
Les ordinateurs Sage IV ont été utilisés pour le développement du prototype de système informatique Amiga « Lorraine ». Le système Sage a reçu le surnom de « Agony ».
L'accès se faisait par l'intermédiaire d'un terminal vidéo série 80 × 25. La capacité graphique était possible grâce à l'ajout d'un système graphique couleur tiers de Robinson Systems qui se branchait directement sur le bus Sage 68000 et fournissait une sortie compatible avec une gamme de moniteurs couleur (par exemple, Cotron Sword, Electrohome 1301).
Le système d'exploitation inclus était le UCSD p-System. De nombreux autres systèmes d'exploitation étaient disponibles notamment CP/M -68K, Idris, PDOS, HyperFORTH Plus, BOS, TRIPOS, Mirage et MOSYS. Les langages de programmation disponibles incluent Pascal, Modula-2, C, FORTRAN77, BASIC, assembleur de macros 68000, APL, BCPL, Lisp et Forth.

## Bus système
Un bus « m68k » a été utilisé jusqu'à la série d'ordinateurs Stride (Sage VI). Plus tard, un bus VME a été utilisé.

## NOD
NOD est un dispositif de souris actionné par le mouvement de la tête que Wilbur Harvey et Rod ont mis au point un après-midi vers 1983. Il fonctionne en plaçant un crayon réfléchissant spécial derrière votre oreille et un détecteur à quadrature qui suit son mouvement. L'objectif était de pouvoir utiliser le clavier tout en utilisant le curseur de la souris. Il était doté d'une interface RS-232 C et coûtait 400 USD. Un prototype a été présenté à Apple mais le projet auquel il était destiné a été annulé.